# Anthony Pettis
Anthony Pettis, né le 27 janvier 1987 à Milwaukee (Wisconsin, États-Unis) est un pratiquant américain d'arts martiaux mixtes (MMA).
De 2009 à 2010, il combat au sein du World Extreme Cagefighting où il décroche la ceinture des poids légers lors du dernier événement de l'organisation face à Ben Henderson. Il intègre ensuite les effectifs de l'Ultimate Fighting Championship à la suite du rachat du WEC par cette dernière et s'impose une nouvelle fois pour le titre des poids légers face à Ben Henderson en 2013. En 2015, Rafael dos Anjos lui ravit cette ceinture.
Il est ceinture noire 3e degré de taekwondo et ceinture violette de jiu-jitsu brésilien.

## Parcours en arts martiaux mixtes

### Débuts
Anthony Pettis commence sa carrière professionnelle dans le MMA en combattant au sein du Gladiator Fighting Series, une promotion basée dans le Wisconsin et gérée par Duke Roufus. Il enchaine d'abord 5 victoires consécutives terminant à chaque fois le combat dès le premier round. Il remporte ensuite le titre des poids légers de l'organisation en battant Sheron Leggett sur décision partagée.
Il défend son titre avec succès à deux reprises, retrouvant son efficacité au premier round, avant de signer avec l'organisation du World Extreme Cagefighting.

### World Extreme Cagefighting(2009-2010)
Pettis devait faire ses débuts lors du WEC 40 face à Anthony Njokuani, le 5 avril 2009. Mais une blessure à la main repousse la date de son premier combat au sein de cette organisation.
Son premier combat dans l'organisation se déroule donc le 7 juin 2009, dans le programme préliminaire du WEC 41 à Sacramento, face à Mike Campbell. Cette fois encore, il réussit à prendre l'ascendant sur son adversaire au 1er round en le soumettant sur un étranglement en triangle.
Il devait continuer son parcours face à Rob McCullough en novembre 2009 pour le WEC 44, mais à un mois de l'évènement, une blessure l'empêche de participer à ce match. C'est finalement lors de l'évènement suivant, le WEC 45 à Las vegas, le 19 décembre, qu'il affronte Bart Palaszewski. Il subit alors la première défaite de sa carrière professionnelle en s'inclinant par décision partagée.
Au début de l'année 2010, il est programmé pour affronter Danny Castillo lors du WEC 47 à Columbus dans l'Ohio. Il renoue avec la victoire en envoyant au tapis son adversaire sur un coup de pied à la tête dès le 1er round. L'arbitre arrête le combat après une série de coups de poing sur Castillo au sol et Pettis se voit décerner le bonus du KO de la soirée.
Anthony Pettis profite ensuite de la blessure de Zach Micklewright pour le remplacer face à Alex Karalexis dans le prochain évènement de l'organisation. Amené au sol à deux reprises dans le second round, Pettis réussit à placer un étranglement en triangle qui oblige son adversaire à abandonner.
Son parcours continue face à Shane Roller lors du WEC 50, le 18 août 2010, pour la première fois dans le programme principal d'un évènement de la promotion. Pettis surprend en évitant la plupart des amenées au sol tentées par son adversaire, pourtant lutteur reconnu. Largement supérieur sur la partie pieds-poings, il termine cependant le match en soumettant Roller par étranglement en triangle en fin de 3e round. Cette belle victoire lui permet alors de remporter le bonus de la soumission de la soirée et de réclamer sa chance pour le titre poids légers.
Il obtient ce qu'il veut en affrontant le tenant du titre, Ben Henderson, lors du 53e et dernier évènement de l'organisation. Les deux hommes s'affrontent alors le 16 décembre 2010 à Glendale au cours d'un match en 5 rounds très serrés. Dans le 5e round, Pettis  réalise un mouvement spectaculaire, sautant pour prendre appui sur la cage avant d'envoyer un coup du même pied droit en plein visage d'Henderson qui s'écroule au sol mais reprend très rapidement ses esprits. Ce coup est bientôt nommé « Showtime kick » en référence à son surnom. Il remporte finalement le combat par décision unamime et devient par conséquent le dernier champion poids légers du WEC.
La prestation des deux compétiteurs se voit gratifiée du bonus du combat de la soirée et pour certains médias devient même le combat de l'année,.

### Ultimate Fighting Championship(2010-2020)
Annoncée en octobre 2010, la fusion du WEC dans l'UFC donne lieu au transfert de la plupart de ses combattants. En tant que dernier champion poids léger de l'organisation, il était d'abord prévu qu'Anthony Pettis affronte le vainqueur du match pour le titre de l'UFC opposant Frankie Edgar à Gray Maynard.
Cependant, cette « unification » des titres est compromise après qu'Edgar et Maynard n'aient pu se départager lors de l'UFC 125, le 1er janvier 2011. Un match revanche entre ces deux hommes est alors préféré.
Pettis est assuré d'affronter le vainqueur de cette nouvelle confrontation d'abord prévue pour l'UFC 130, mais préfère faire son entrée face à un autre candidat sérieux de la division. Si Kenny Florian avait manifesté son envie de l'accueillir,
c'est finalement face à Clay Guida qu'une rencontre est organisée pour l'événement The Ultimate Fighter 13 Finale.
Les deux protagonistes s'affrontent en combat principal de la soirée, le 4 juin 2011, à Las Vegas. Amené au sol à plusieurs reprises, Pettis perd le match par décision unanime.
Conséquence de cette défaite, une chance pour le titre n'est alors plus d'actualité.
Dernier match annoncé pour l'événement UFC 136, il est ensuite opposé à Jeremy Stephens le 8 octobre 2011 à Houston dans le Texas.
Le combat est très serré et se conclut sur une décision partagée en faveur de Pettis. Son travail de lutte avec amenées au sol et contrôles, lui aura sûrement rapporté quelques points lors de cette rencontre.
Peu après cette première victoire à l'UFC, Anthony Pettis manifeste son envie d'affronter Joe Lauzon.
Ce dernier n'est pas réfractaire à l'idée
et un combat se profile pour le mois de février 2012.
Si l'affrontement est d'abord envisagé pour l'UFC 143,
le 15 novembre 2011, le match est finalement programmé pour l'UFC 144 à la Saitama Super Arena.
Les deux combattants se rencontrent alors à Saitama, au Japon, le 26 février 2012. Pettis réussit à prendre l'ascendant sur son adversaire et l'envoie au tapis sur un coup de pied à la tête et poursuit par une série de coups de poing sur Lauzon au sol pour le mettre KO et remporter le combat en un peu plus d'une minute dans le premier round.
Cette victoire est récompensée par le bonus du KO de la soirée.
Après cette nouvelle victoire, Pettis passe la majeure partie de l'année 2012 à soigner ses blessures. La revanche accordée à Frankie Edgar contre le nouveau champion des poids légers Ben Henderson lui assure de ne pas pouvoir prétendre au titre prochainement et il choisit alors de profiter de ce temps pour se faire opérer d'une vieille blessure à l'épaule.
Son retour est d'abord prévu pour l'été et un combat face à Donald Cerrone est envisagé pour l'UFC 150 à Denver.
Cependant, pas totalement encore remis de sa blessure,
Anthony Pettis laisse sa place à Melvin Guillard. L'idée d'une rencontre entre les deux hommes n'est cependant pas abandonnée
et les combattants étaient même pressentis comme entraîneurs de la dix-septième saison de la série The Ultimate Fighter.
C'est finalement Jon Jones et Chael Sonnen qui seront retenus pour cette saison. Alors que le combat semblait pouvoir se dérouler fin décembre 2012, il est une nouvelle fois reporté quand Pettis doit être à nouveau hospitalisé pour une infection staphylocoque au mois d'octobre.
Le 5 novembre, la rencontre est enfin confirmée pour fin janvier 2013, lors de la soirée UFC on Fox 6.
Le 26 janvier 2013, Anthony Pettis et Donald Cerrone se font face à l'United Center de Chicago. Il remporte ce match par TKO grâce à un coup de pied au corps après un échange pieds-poings debout de moins de trois minutes.
Cette victoire lui rapporte le bonus du KO de la soirée.
De plus, le président de l'UFC, Dana White, confirme lors de la conférence de presse suivant l'événement qu'Anthony Pettis devrait être le prochain combattant à concourir pour le titre de champion des poids légers, affrontant alors le vainqueur du combat entre Ben Henderson et Gilbert Melendez.
L'UFC annonce ensuite en février 2013 que Pettis aura l'occasion d'affronter l'actuel champion des poids plumes, José Aldo, pour le titre.
L'événement est prévu le 3 août 2013 pour l'UFC 163, malgré les réticences d'Aldo.
Cependant, on apprend le 14 juin 2013 que Pettis, blessé au genou, doit céder sa place à Jung Chan-Sung.

#### Champion des poids légers de l'UFC
À défaut de pouvoir affronter José Aldo, il cherche alors à revenir dans la course au titre poids légers en essayant de convaincre l'UFC de lui offrir le prochain match contre le champion Ben Henderson, déjà promis à T.J. Grant, lors de l'UFC 164 se déroulant le 31 août 2013 dans sa ville natale, Milwaukee. Cette tentative reste vaine dans un premier temps, mais une blessure de T.J. Grant lui permet alors d'être désigné comme nouvel aspirant numéro un au titre poids légers.
Il est à ce moment le dernier à avoir battu le champion sur une série de sept victoires consécutives et ayant défendu trois fois son titre avec succès. Anthony Pettis remporte ce combat à trente secondes de la fin du premier round en soumettant son adversaire sur une clé de bras. Il devient alors le nouveau champion poids léger de l'UFC et obtient également le bonus de la soumission de la soirée.
N'ayant pu disputer sa chance auparavant, T.J. Grant est d'abord désigné comme le prochain prétendant au titre. Cependant, il déclare forfait devant l'impossibilité d'être remis assez tôt de sa blessure et l'UFC le remplace alors par Josh Thomson. L'affrontement prévu pour le 14 décembre lors de l'UFC on Fox 9 est malheureusement annulé quand Pettis se voit dans l'obligation d'à son tour déclarer forfait. En effet, une blessure récurrente au genou le contraint à une intervention chirurgicale. Son retour est alors prévu pour l'été 2014. En février 2014, après une nouvelle défense victorieuse de titre de José Aldo chez les poids plumes, l'idée d'un prochain combat face à ce dernier est de nouveau d'actualité. Mais Pettis est finalement programmé face à Gilbert Melendez, tous les deux devenant entraîneurs de The Ultimate Fighter 20, l'émission de télé-réalité produite par l'UFC.
L'affrontement se tient alors lors de l'UFC 181 du 6 décembre 2014. Dans ce second combat principal de la soirée, Melendez entame les débats en mettant la pression sur son adversaire mais se fait prendre par un étranglement en guillotine sur une tentative d'amenée au sol dans la deuxième reprise. Pettis force alors Melendez à abandonner sur cette soumission et conserve son titre.
Il obtient de plus un bonus de performance de la soirée.
C'est ensuite Rafael dos Anjos qui est désigné comme nouveau prétendant à la ceinture pour l'UFC 185 du 14 mars 2015. Donné largement favori, le champion est pourtant rapidement dominé dans toutes les phases du combat. Pettis ne remporte aucune reprise aux yeux des juges et perd alors son titre par décision unanime.

#### Parcours post-titre
Anthony Pettis devait ensuite combattre Myles Jury lors de l'UFC on Fox 16 du 25 juillet 2015. Cependant, une blessure à l'épaule repousse son retour et Edson Barboza le remplace. Pettis est ensuite prévu face à un ancien champion des poids légers du Bellator, Eddie Alvarez, pour l'UFC Fight Night 81 du 17 janvier 2016. Il perd ce combat par décision partagé .
Ayant du mal a ce faire une place chez les poids léger il passe chez les poids plumes et bat lors du UFC on Fox  Charles Oliveira par Soumission mais perd ensuite pour le titre intérimaire face a Max Holloway avant la limite ce qui est une première pour Anthony Pettis.

## Vie privée
Il a un petit frère, Sergio, lui aussi pratiquant professionnel au Bellator .

## Palmarès

### Palmarès en arts martiaux mixtes
| 39 combats     | 25 victoires | 14 défaites |
| Par KO         | 11           | 2           |
| Par soumission | 8            | 3           |
| Sur décision   | 6            | 9           |

| Résultat | Record | Adversaire            | Méthode                                        | Événement                                                    | Date              | Round | Temps | Lieu                                    | Notes                                                                       |
| -------- | ------ | --------------------- | ---------------------------------------------- | ------------------------------------------------------------ | ----------------- | ----- | ----- | --------------------------------------- | --------------------------------------------------------------------------- |
| Défaite  | 25-14  | Stevie Ray            | Décision unanime                               | PFL 7 (2022)                                                 | 5 août 2022       | 3     | 5:00  | New York, États-Unis                    | Demi-finale du Tournoi des poids légers du PFL 2022.                        |
| Défaite  | 25-13  | Stevie Ray            | Soumission (twister)                           | PFL 5 (2022)                                                 | 24 juin 2022      | 2     | 3:57  | Atlanta, Géorgie, États-Unis            |                                                                             |
| Victoire | 25-12  | Myles Price           | Soumission (étranglement en triangle)          | PFL 3 (2022)                                                 | 6 mai 2022        | 1     | 4:17  | Arlington, Texas, États-Unis            |                                                                             |
| Défaite  | 24-12  | Raush Manfio          | Décision partagée                              | PFL 6 (2021)                                                 | 25 juin 2021      | 3     | 5:00  | Atlantic City, New Jersey, États-Unis   |                                                                             |
| Défaite  | 24-11  | Clay Collard          | Décision unanime                               | PFL 1 (2021)                                                 | 23 avril 2021     | 3     | 5:00  | Atlantic City, New Jersey, États-Unis   | Retour en poids légers.                                                     |
| Victoire | 24-10  | Alex Morono           | Décision unanime                               | UFC Fight Night: Thompson vs. Neal                           | 19 décembre 2020  | 3     | 5:00  | Las Vegas, Nevada, États-Unis           |                                                                             |
| Victoire | 23-10  | Donald Cerrone        | Décision unanime                               | UFC 249                                                      | 9 mai 2020        | 3     | 5:00  | Jacksonville, Floride, États-Unis       | Retour en poids mi-moyens.                                                  |
| Défaite  | 22-10  | Carlos Diego Ferreira | Soumission (étranglement arrière)              | UFC 246                                                      | 18 janvier 2020   | 2     | 1:46  | Las Vegas, Nevada, États-Unis           | Combat en poids légers.                                                     |
| Défaite  | 22-9   | Nate Diaz             | Décision majoritaire                           | UFC 241: Cormier vs. Miocic II                               | 17 août 2019      | 3     | 5:00  | Anaheim, Californie, États-Unis         |                                                                             |
| Victoire | 22-8   | Stephen Thompson      | KO (coups de poing)                            | UFC Fight Night: Thompson vs. Pettis                         | 23 mars 2019      | 2     | 4.55  | Nashville, Tennessee, États-Unis        | Retour en poids mi-moyen. Performance de la soirée.                         |
| Défaite  | 21-8   | Tony Ferguson         | TKO (arrêt du coin)                            | UFC 229: Khabib vs. McGregor                                 | 6 octobre 2018    | 2     | 5:00  | Las Vegas, Nevada, États-Unis           | Combat de la soirée.                                                        |
| Victoire | 21-7   | Michael Chiesa        | Soumission (clé de bras dans le triangle)      | UFC 226: Miocic vs. Cormier                                  | 7 juillet 2018    | 2     | 0:52  | Las Vegas, Nevada, États-Unis           | Combat en poids intermédiaire à 157.5 lb (72 kg). Performance de la soirée. |
| Défaite  | 20-7   | Dustin Poirier        | Soumission (body triangle)                     | UFC Fight Night: Poirier vs. Pettis                          | 11 novembre 2017  | 3     | 2:08  | Norfolk, Virginie, États-Unis           | Combat de la soirée.                                                        |
| Victoire | 20-6   | Jim Miller            | Décision unanime                               | UFC 213: Romero vs. Whittaker                                | 8 juillet 2017    | 3     | 5:00  | Las Vegas, Nevada, États-Unis           | Retour en poids léger.                                                      |
| Défaite  | 19-6   | Max Holloway          | TKO (coup de pied au ventre et coups de poing) | UFC 206: Holloway vs. Pettis                                 | 10 décembre 2016  | 3     | 4:50  | Toronto, Ontario, Canada                | Pour le titre intérimaire des poids plumes de l'UFC.                        |
| Victoire | 19-5   | Charles Oliveira      | Soumission (étranglement en guillotine)        | UFC on Fox: Maia vs. Condit                                  | 27 août 2016      | 3     | 1:49  | Vancouver, Colombie-Britannique, Canada | Début en poids plumes.                                                      |
| Défaite  | 18-5   | Edson Barboza         | Décision unanime                               | UFC 197: Jones vs. Saint Preux                               | 23 avril 2016     | 3     | 5:00  | Las Vegas, Nevada, États-Unis           |                                                                             |
| Défaite  | 18-4   | Eddie Alvarez         | Décision partagée                              | UFC Fight Night: Dillashaw vs. Cruz                          | 17 janvier 2016   | 3     | 5:00  | Boston, Massachusetts, États-Unis       |                                                                             |
| Défaite  | 18-3   | Rafael dos Anjos      | Décision unanime                               | UFC 185: Pettis vs. dos Anjos                                | 14 mars 2015      | 5     | 5:00  | Dallas, Texas, États-Unis               | Perd le titre des poids légers de l'UFC.                                    |
| Victoire | 18-2   | Gilbert Melendez      | Soumission (étranglement en guillotine)        | UFC 181: Hendricks vs. Lawler II                             | 6 décembre 2014   | 2     | 1:53  | Las Vegas, Nevada, États-Unis           | Défend le titre des poids légers de l'UFC. Performance de la soirée         |
| Victoire | 17-2   | Ben Henderson         | Soumission (clé de bras)                       | UFC 164: Henderson vs. Pettis                                | 31 août 2013      | 1     | 4:31  | Milwaukee, Wisconsin, États-Unis        | Remporte le titre des poids légers de l'UFC. Soumission de la soirée        |
| Victoire | 16-2   | Donald Cerrone        | KO (coup de pied au corps)                     | UFC on Fox: Johnson vs. Dodson                               | 26 janvier 2013   | 1     | 2:35  | Chicago, Illinois, États-Unis           | KO de la soirée                                                             |
| Victoire | 15-2   | Joe Lauzon            | KO (coup de pied à la tête et coups de poing)  | UFC 144: Edgar vs. Henderson                                 | 26 février 2012   | 1     | 1:21  | Saitama, Japon                          | KO de la soirée                                                             |
| Victoire | 14-2   | Jeremy Stephens       | Décision partagée                              | UFC 136: Edgar vs. Maynard III                               | 8 octobre 2011    | 3     | 5:00  | Houston, Texas, États-Unis              |                                                                             |
| Défaite  | 13-2   | Clay Guida            | Décision unanime                               | The Ultimate Fighter: Team Lesnar vs. Team dos Santos Finale | 4 juin 2011       | 3     | 5:00  | Las Vegas, Nevada, États-Unis           |                                                                             |
| Victoire | 13-1   | Ben Henderson         | Décision unanime                               | WEC 53: Henderson vs. Pettis                                 | 16 décembre 2010  | 5     | 5:00  | Glendale, Arizona, États-Unis           | Remporte le titre des poids légers du WEC. Combat de la soirée              |
| Victoire | 12-1   | Shane Roller          | Soumission (étranglement en triangle)          | WEC 50: Cruz vs. Benavidez 2                                 | 18 août 2010      | 3     | 4:51  | Las Vegas, Nevada, États-Unis           | Soumission de la soirée                                                     |
| Victoire | 11-1   | Alex Karalexis        | Soumission (étranglement en triangle)          | WEC 48: Aldo vs. Faber                                       | 24 avril 2010     | 2     | 1:35  | Sacramento, Californie, États-Unis      |                                                                             |
| Victoire | 10-1   | Danny Castillo        | KO (coup de pied à la tête et coups de poing)  | WEC 47: Bowles vs. Cruz                                      | 6 mars 2010       | 1     | 2:27  | Columbus, Ohio, États-Unis              | KO de la soirée                                                             |
| Défaite  | 9-1    | Bart Palaszewski      | Décision partagée                              | WEC 45: Cerrone vs. Ratcliff                                 | 19 décembre 2009  | 3     | 5:00  | Las Vegas, Nevada, États-Unis           |                                                                             |
| Victoire | 9-0    | Mike Campbell         | Soumission (étranglement en triangle)          | WEC 41: Brown vs. Faber 2                                    | 7 juin 2009       | 1     | 1:49  | Sacramento, Californie, États-Unis      |                                                                             |
| Victoire | 8-0    | Gabe Walbridge        | TKO (coups de poing)                           | GFS: Season's Beatings                                       | 13 décembre 2008  | 1     | 0:56  | Milwaukee, Wisconsin, États-Unis        | Défend le titre des poids légers du GFS.                                    |
| Victoire | 7-0    | Jay Ellis             | Soumission (coups de poing)                    | GFS 55                                                       | 4 octobre 2008    | 1     | 1:12  | Milwaukee, Wisconsin, États-Unis        | Défend le titre des poids légers du GFS.                                    |
| Victoire | 6-0    | Sherron Leggett       | Décision partagée                              | GFS: Fight Club                                              | 21 juin 2008      | 3     | 5:00  | Milwaukee, Wisconsin, États-Unis        | Remporte le titre des poids légers du GFS.                                  |
| Victoire | 5-0    | Mike Lambrecht        | KO (coup de pied à la tête)                    | GFS: Knockout Kings                                          | 29 mars 2008      | 1     | 1:49  | Milwaukee, Wisconsin, États-Unis        |                                                                             |
| Victoire | 4-0    | George Barrazza       | TKO (coups de poing)                           | GFS: The Warriors                                            | 16 février 2008   | 1     | 4:31  | Wisconsin, États-Unis                   |                                                                             |
| Victoire | 3-0    | Michael Skinner       | Soumission (coups de poing)                    | GFS: Seasons Beatings                                        | 1er décembre 2007 | 1     | 0:36  | Milwaukee, Wisconsin, États-Unis        |                                                                             |
| Victoire | 2-0    | Lonny Amdahl          | Soumission (blessure)                          | GFS: Rumble in the Cage                                      | 17 août 2007      | 1     | 0:12  | Green Bay, Wisconsin, États-Unis        |                                                                             |
| Victoire | 1-0    | Tom Erspamer          | TKO (coups de poing)                           | GFS: Super Brawl                                             | 27 janvier 2007   | 1     | 0:24  | États-Unis                              |                                                                             |

### Palmarès en boxe anglaise
| 2 combats       | 1 victoires | 1 défaites |
| Avant la limite | 0           | 0          |
| Sur décision    | 1           | 1          |

| Décision possible : KO • TKO (KO technique) • UD (décision aux points unanime) • MD (décision aux points majoritaire) • SD (décision aux points partagée) • D (match nul) • NC (sans décision) • RTD (abandon) |        |              |      |       |                |                                                |                      |
| Résultat | Record | Adversaire   | Type | Round | Date           | Lieu                                           | Notes                |
| Victoire | 1-1    | Chris Avila  | UD   | 10    | 6 juillet 2024 | Honda Center, Anaheim, États-Unis              | Masvidal vs. Diaz II |
| Victoire | 1-0    | Roy Jones Jr | MD   | 8     | 1er avril 2023 | Fiserv Forum, Milwaukee, Wisconsin, États-Unis |                      |